# Miles Bridges
Miles Emmanuel Bridges (Flint, 21 marzo 1998) è un cestista statunitense.

## Carriera
Dopo due stagioni nel campionato NCAA con Michigan State si è reso eleggibile al Draft NBA 2018, venendo scelto come 12ª scelta assoluta dai Los Angeles Clippers e subito ceduto agli Charlotte Hornets in cambio dell'11ª scelta Shai Gilgeous-Alexander. È stato arrestato dalla polizia di Los Angeles il 29 giugno 2022 dopo esser stato accusato di violenza domestica da parte della ex moglie Mychelle Johnson. È stato poi rilasciato dopo aver pagato una cauzione da 130.000 dollari e condannato a tre anni di reclusione con la condizionale.
Dopo aver scontato una squalifica di 30 giornate (in pratica ha saltato per intero la stagione NBA 2022-23) è tornato in attività, firmando con i Charlotte Hornets un contratto triennale da 75 milioni.

## Statistiche

### NCAA
| Anno      | Squadra      | PG | PT | MP   | TC%  | 3P%  | TL%  | RP  | AP  | PRP | SP  | PP   |
| --------- | ------------ | -- | -- | ---- | ---- | ---- | ---- | --- | --- | --- | --- | ---- |
| 2016-2017 | MSU Spartans | 28 | 27 | 32,0 | 48,6 | 38,9 | 68,5 | 8,3 | 2,1 | 0,7 | 1,5 | 16,9 |
| 2017-2018 | MSU Spartans | 34 | 33 | 31,4 | 45,7 | 36,4 | 85,3 | 7,0 | 2,7 | 0,6 | 0,8 | 17,1 |
| Carriera  | Carriera     | 62 | 60 | 31,6 | 47,0 | 37,5 | 77,6 | 7,6 | 2,4 | 0,6 | 1,1 | 17,0 |

#### Massimi in carriera
- Massimo di punti: 33 (2 volte)[1]
- Massimo di rimbalzi: 21 vs Savannah State (13 dicembre 2017)
- Massimo di assist: 9 vs Cleveland State (29 dicembre 2017)
- Massimo di palle rubate: 3 vs Michigan (29 gennaio 2017)
- Massimo di stoppate: 4 (4 volte)
- Massimo di minuti giocati: 38 (2 volte)

### NBA

#### Regular Season
| Anno      | Squadra           | PG  | PT  | MP   | TC%  | 3P%  | TL%  | RP  | AP  | PRP | SP  | PP   |
| --------- | ----------------- | --- | --- | ---- | ---- | ---- | ---- | --- | --- | --- | --- | ---- |
| 2018-2019 | Charlotte Hornets | 80  | 25  | 21,2 | 46,4 | 32,5 | 75,3 | 4,0 | 1,2 | 0,7 | 0,6 | 7,5  |
| 2019-2020 | Charlotte Hornets | 65  | 64  | 30,7 | 42,4 | 33,0 | 80,9 | 5,6 | 1,8 | 0,6 | 0,7 | 13,0 |
| 2020-2021 | Charlotte Hornets | 66  | 19  | 29,3 | 50,3 | 40,0 | 86,7 | 6,0 | 2,2 | 0,7 | 0,8 | 12,7 |
| 2021-2022 | Charlotte Hornets | 80  | 80  | 35,5 | 49,1 | 33,1 | 80,2 | 7,0 | 3,8 | 0,9 | 0,8 | 20,2 |
| 2023-2024 | Charlotte Hornets | 69  | 67  | 37,4 | 46,2 | 34,9 | 82,5 | 7,3 | 3,3 | 0,9 | 0,5 | 21,0 |
| 2024-2025 | Charlotte Hornets | 64  | 64  | 31,7 | 43,1 | 31,3 | 87,0 | 7,5 | 3,9 | 0,7 | 0,7 | 20,3 |
| Carriera  | Carriera          | 424 | 319 | 30,8 | 46,2 | 34,0 | 82,6 | 6,2 | 2,7 | 0,8 | 0,7 | 15,7 |

#### Massimi in carriera
- Massimo di punti: 46 vs Cleaveland Cavaliers (7 marzo 2025)[2]
- Massimo di rimbalzi: 16 vs Dallas Mavericks (30 dicembre 2020)
- Massimo di assist: 11 vs Portland Trail Blazers (17 dicembre 2021)
- Massimo di palle rubate: 4 (2 volte)
- Massimo di stoppate: 4 (2 volte)
- Massimo di minuti giocati: 50 vs Miami Heat (17 febbraio 2022)